# Connor Clifton
Connor Clifton (* 28. April 1995 in Long Branch, New Jersey) ist ein US-amerikanischer Eishockeyspieler, der seit Juni 2025 bei den Pittsburgh Penguins aus der National Hockey League unter Vertrag steht. Zuvor verbrachte der Verteidiger sechs Jahre in der Organisation der Boston Bruins und spielte zwei Jahre für die Buffalo Sabres. Sein älterer Bruder Tim ist ebenfalls professioneller Eishockeyspieler.

## Karriere
Clifton verbrachte seine Juniorenzeit zunächst zwischen 2009 und 2011 bei den New Jersey Hitmen in der Empire Junior Hockey League und Eastern Junior Hockey League zu Einsätzen. Zur Saison 2011/12 wurde der Verteidiger in das National Team Development Program des US-amerikanischen Eishockeyverbandes USA Hockey aufgenommen, wo er weitere zwei Spielzeiten verbrachte. Anschließend begann er sein Studium an der Quinnipiac University. Dort spielte Clifton die folgenden vier Spielzeiten parallel zu seinem Studium für die Eishockeymannschaft der Universität in der ECAC Hockey, einer Division der National Collegiate Athletic Association. Bereits vor seinem Engagement dort war er im NHL Entry Draft 2013 in der fünften Runde an 133. Stelle von den Phoenix Coyotes aus der National Hockey League (NHL) ausgewählt worden.
Nachdem die Coyotes nach der Beendigung seines Studiums im Frühjahr 2017 von einer Verpflichtung absahen, unterschrieb der Defensivspieler im August 2017 einen Vertrag bei den Providence Bruins aus der American Hockey League (AHL). Clifton wusste in der AHL zu überzeugen und erhielt nach dem Saisonende einen NHL-Einstiegsvertrag mit einer Laufzeit von zwei Jahren bei Providence’ NHL-Kooperationspartner, den Boston Bruins. Zunächst verblieb er in der Saison 2018/19 aber weiterhin in der AHL und absolvierte erst am Jahresende seine ersten NHL-Spiele für Boston. Ab Mitte März 2019 etablierte er sich schließlich im Aufgebot der Boston Bruins.
Nach sechs Jahren in der Organisation der Bruins wurde sein auslaufender Vertrag nach der Saison 2022/23 nicht verlängert, sodass er sich im Juli 2023 als Free Agent den Buffalo Sabres anschloss. Dort erhielt er einen Dreijahresvertrag mit einem Gesamtvolumen von zehn Millionen US-Dollar. Im Juni 2025 allerdings wurde er samt einem Zweitrunden-Wahlrecht im NHL Entry Draft 2025 zu den Pittsburgh Penguins transferiert, während Buffalo Conor Timmins und Isaac Belliveau erhielt.

### International
Für sein Heimatland spielte Clifton bei der U18-Junioren-Weltmeisterschaft 2013 in der russischen Olympiastadt Sotschi. Dabei kam er in allen sieben Turnierspielen zum Einsatz und gewann mit der Mannschaft die Silbermedaille. Der Verteidiger erzielte im Turnierverlauf einen Treffer.

## Erfolge und Auszeichnungen
- 2016 Whitelaw-Cup-Gewinn mit der Quinnipiac University
- 2016 ECAC Tournament Most Valuable Player
- 2016 ECAC All-Tournament Team
- 2016 NCAA All-Tournament Team

### International
- 2013 Silbermedaille bei der U18-Junioren-Weltmeisterschaft

## Karrierestatistik
Stand: Ende der Saison 2024/25

### International
Vertrat die USA bei:
- U18-Junioren-Weltmeisterschaft 2013

(Legende zur Spielerstatistik: Sp oder GP = absolvierte Spiele; T oder G = erzielte Tore; V oder A = erzielte Assists; Pkt oder Pts = erzielte Scorerpunkte; SM oder PIM = erhaltene Strafminuten; +/− = Plus/Minus-Bilanz; PP = erzielte Überzahltore; SH = erzielte Unterzahltore; GW = erzielte Siegtore; 1 Play-downs/Relegation; Kursiv: Statistik nicht vollständig)